# M. C. Escher
Maurits Cornelis Escher [ˈmʌurɪt͡s kɔrˈneːlɪs ˈɛʃər] (Leeuwarden, 17 de junio de 1898-Hilversum, 27 de marzo de 1972) fue un artista neerlandés conocido por sus grabados xilográficos, sus grabados al mezzotinto y dibujos, que consisten en figuras imposibles, teselados y mundos imaginarios.
Sus obras experimentan con diversos métodos de representar espacios paradójicos en dibujos de dos o tres dimensiones que desafían los modos habituales de representación.

## Biografía

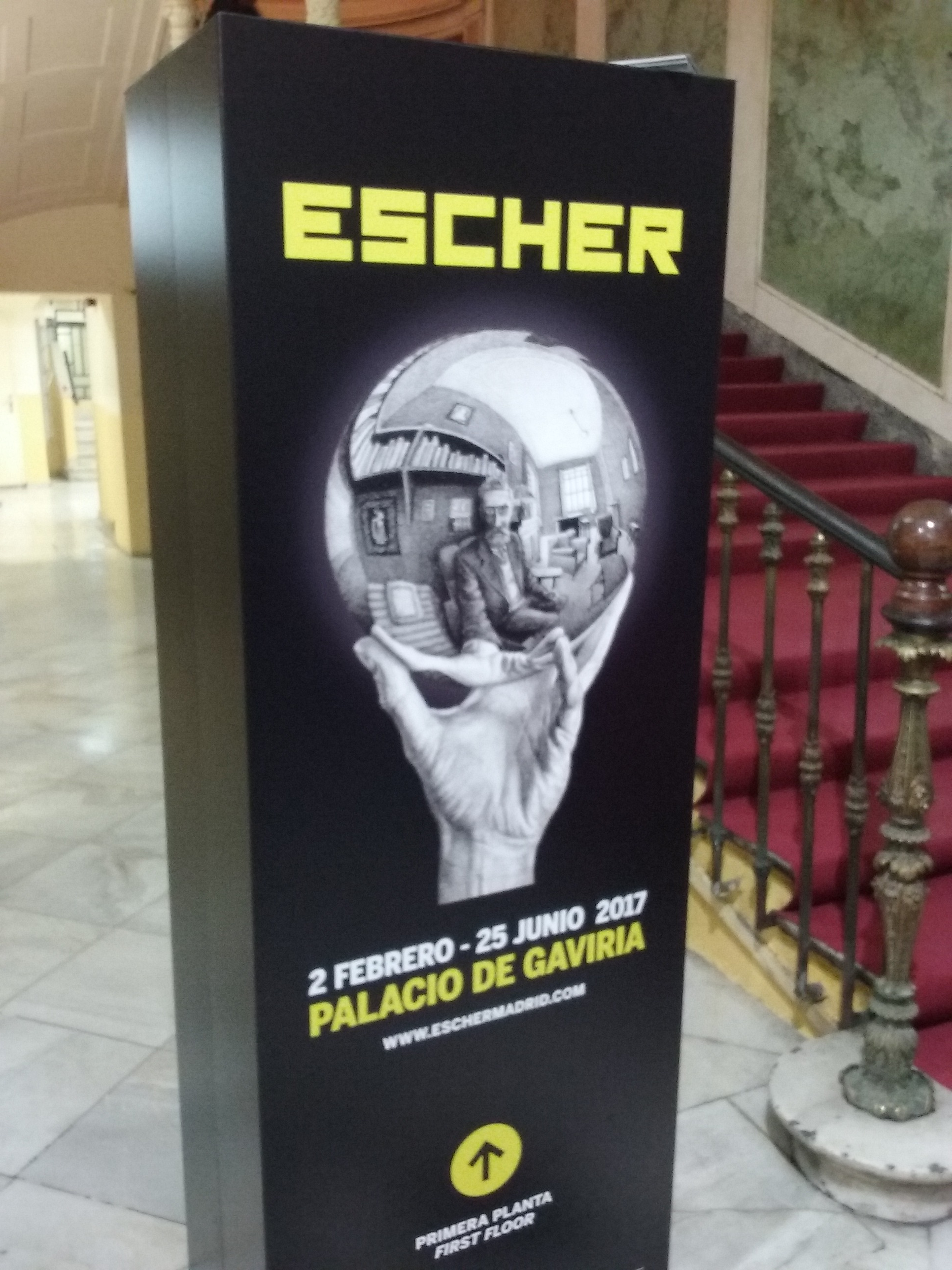
Autorretrato de M. C. Escher (1935) reflejado sobre una esfera de cristal

En 1919 y bajo presión paterna, empieza los estudios de arquitectura en la Escuela de Arquitectura y Artes Decorativas de Haarlem, estudios que abandonó poco después para pasar como discípulo de un profesor de artes gráficas, Samuel Jessurun de Mesquita. Adquirió conocimientos básicos de dibujo, y destacó por su técnica de grabado en madera o xilografía, que llegó a dominar con gran maestría.
Entre 1922 y 1935 se traslada a Italia, donde realiza diversos bocetos y grabados principalmente de temas paisajistas. Abandona Italia debido al clima político de aquellas fechas y se traslada a Suiza. Allí pasa algunos años, pero el clima le resulta muy desagradable y poco inspirador. Añora el sur de Italia y lo frecuenta repetidas veces. También viaja a España, y en particular a Granada. Visita dos veces la Alhambra, la segunda vez de forma más detenida, y copia numerosos motivos ornamentales. Lo que aprendió allí contemplando los intrincados detalles decorativos fundados en repetidos patrones matemáticos por paredes y techos tuvo una profunda influencia en su obra, especialmente en la relacionada con la partición regular del plano y el uso de patrones que rellenan el horror vacui del espacio sin dejar ningún hueco. También reprodujo teselados del alcázar de Sevilla y de la mezquita de Córdoba. Quedó tan impresionado por la Alhambra que en el año 1936 regresa con su mujer Jetta para copiar muchos de los diseños de los alicatados. Todas estas referencias obtenidas de la Alhambra inspiraron muchas de sus obras posteriores y lo ayudaron a entender todos los mecanismos geométricos para ir mejorando su obra.   

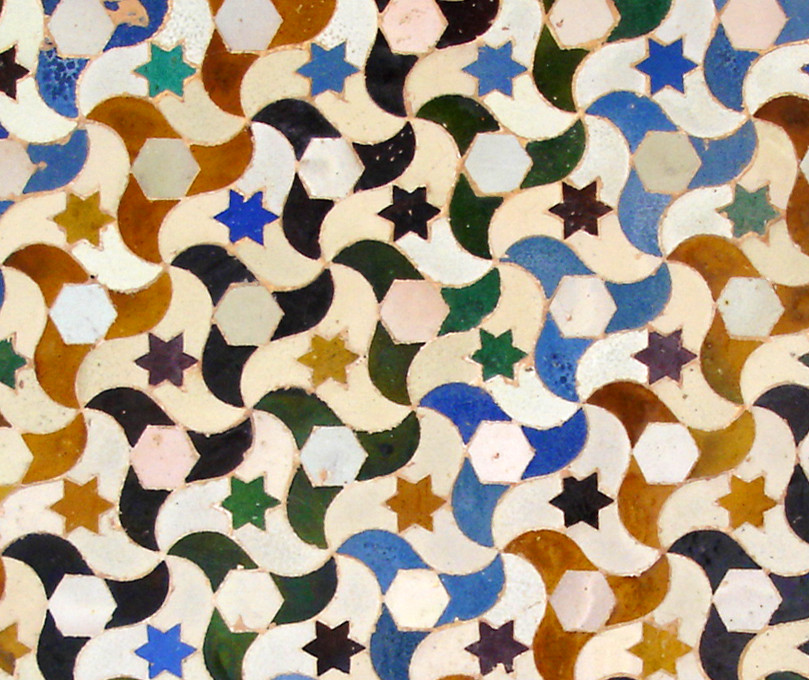
Escher realizó un minucioso trabajo sobre este mosaico árabe de la Alhambra, 1936, donde ya demuestra su creciente interés por la teselación.

En 1941 se muda a Baarn, Países Bajos, después de una estancia difícil en Bélgica durante la Segunda Guerra Mundial. Parece que debido al habitual mal tiempo de esa región, donde los días soleados se consideran una bendición, es por lo que abandona los motivos paisajísticos como modelos y se centra más en su propia mente, en la que encuentra una potentísima fuente de inspiración. Hasta 1951 vivió básicamente dependiendo económicamente de sus padres. A partir de entonces fue cuando comenzó a vender sus grabados y obtener un buen dinero por ellos. Esto le permitió vivir sus últimos años con una economía personal excelente. Generalmente hacía copias de las litografías y grabados por encargo. También hizo por encargo diseños de sellos, portadas de libros, y algunas esculturas en marfil y madera. En cierto modo le resulta gratificante y a la vez fácil, y se admiraba de tener en su taller una especie de «máquina de fabricar billetes» reproduciendo sus propias obras. Normalmente no usaba elementos de obras anteriores en las nuevas, excepto en los encargos especiales. Hacía, por ejemplo, esculturas en madera   basadas en algunos de sus dibujos y obras de arte, y para algunas peticiones especiales reciclaba parte de las ideas y elementos de obras anteriores. Quizás por ello en este período su producción sea tan fructífera y regular, y solo se verá interrumpida por la operación que sufrió en 1962, consecuencia de su debilitada salud. En 1969, con 71 años, realiza su grabado Serpientes, en el que demuestra sus facultades a pesar de su avanzada edad.
En 1970 se traslada a la Casa Rosa Spier de Laren, al norte de los Países Bajos, donde los artistas podían tener estudio propio. Murió dos años más tarde, en Hilversum, el 27 de marzo de 1972 a la edad de 73 años, y fue enterrado en el cementerio de Baarn.

## Obra
A lo largo de su carrera realizó más de 400 litografías y grabados en madera, y también unos 2000 dibujos y borradores. De muchos existen decenas de reproducciones, cientos e incluso miles de otros. Al final de su carrera destruyó algunas de las planchas para que no se realizaran más reproducciones de originales. También existen estudios y borradores de muchas de sus obras, en ocasiones también varias versiones de algunas de ellas. Muchas de sus obras se vendieron masivamente poco después de su muerte y están esparcidas por el mundo. Un grupo importante está expuesto de forma permanente en el Museo Escher en La Haya, Países Bajos.
Como artista, M. C. Escher resulta difícil de clasificar. Se han hecho múltiples interpretaciones de sus obras, pero la realidad es que Escher no tenía grandes pretensiones ni mensajes que transmitir, sino que básicamente plasmaba lo que le gustaba. No basaba su trabajo en los sentimientos, como otros artistas, sino simplemente en situaciones, soluciones a problemas, juegos visuales y guiños al espectador. Visiones, en ocasiones, que le sobrevenían por las noches, que pasaban por su imaginación y que creía merecedoras de ser plasmadas en sus cuadros.
Él mismo reconocería que no le interesaba mucho la realidad, ni la humanidad en general, las personas o la psicología, sino solo las cosas que pasaban por su cabeza. En cierto modo era alguien introvertido, dicen incluso que de trato difícil, que prefería crear su propio universo.
Los expertos coinciden, y es bastante evidente examinando la mayor parte de sus obras, en que una de sus principales características es la dualidad y la búsqueda del equilibrio, personajes que suben y bajan escaleras imposibles, la utilización del blanco y el negro, la simetría, el infinito frente a lo limitado, el que todo objeto representado tenga su contrapartida.
El análisis de sus obras, tal y como definió Bruno Ernst, uno de sus biógrafos y amigo personal, permite clasificarlas básicamente en tres temas y diversas categorías
- La estructura del espacio – Incluyendo paisajes, compenetración de mundo y cuerpos matemáticos.
- La estructura de la superficie – Metamorfosis, ciclos y aproximaciones al infinito.
- La proyección del espacio tridimensional en el plano – Representación pictórica tradicional, perspectiva y figuras imposibles.

Las obras más conocidas de Escher son probablemente las figuras imposibles, seguidas de los ciclos, metamorfosis y, directa o indirectamente, sus diversos trabajos sobre la estructura de la superficie y la partición regular del plano (patrones que rellenan el plano o teselado).  
Gran parte de su obra se guarda en el Museo Escher (Escher in het paleis) en La Haya (Países Bajos).

## Legado

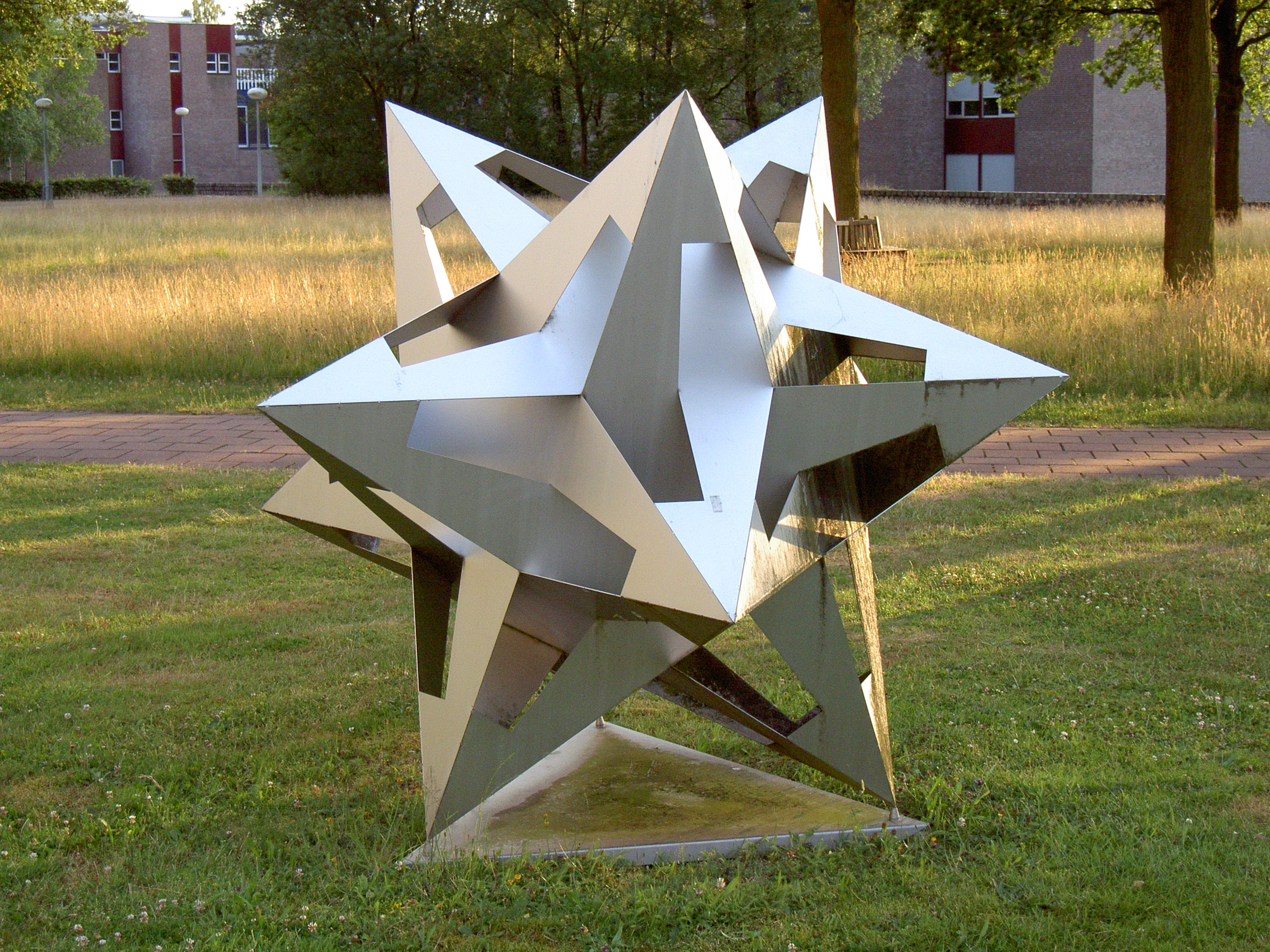
Escultura de un pequeño dodecaedro estrellado, como en la obra Gravitación de Escher de 1952 (Universidad de Twente).

La forma de pensar especial de Escher y los ricos gráficos han tenido una influencia continua en las matemáticas y el arte, así como en la cultura popular.

### Colecciones de arte

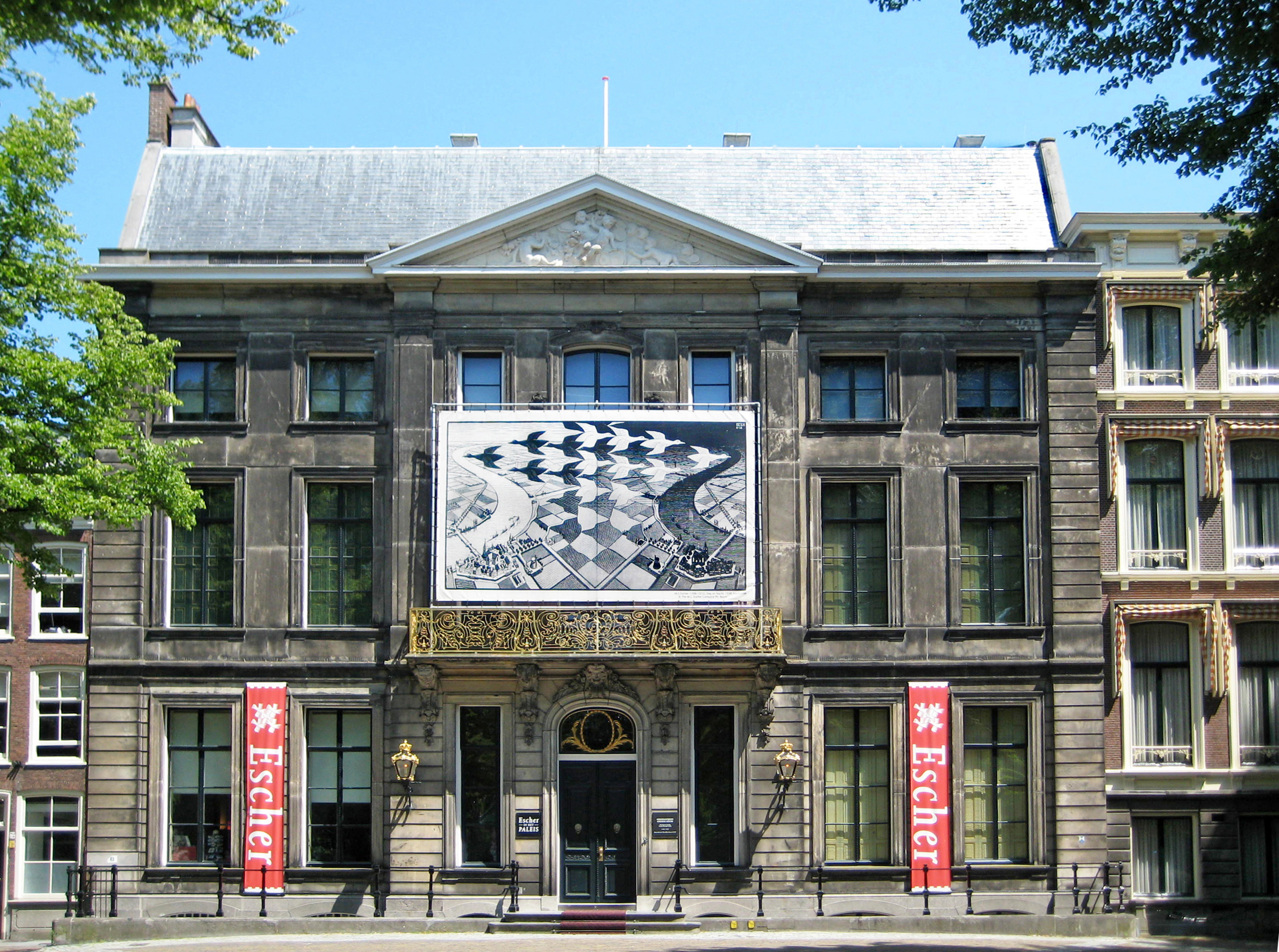
Museo Escher en La Haya, el cartel muestra un detalle de Día y noche.

La propiedad intelectual de Escher está controlada por M.C. Escher Company, mientras que las exposiciones de sus obras de arte son gestionadas por separado por la M.C. Escher Foundation.
Las principales colecciones institucionales de obras originales de M.C. Escher están en el Museo Escher en La Haya, en la Galería Nacional de Arte (Washington D. C.), en la Galería Nacional de Canadá (Ottawa), en el Museo de Israel (Jerusalén), y en el Palacio Huis ten Bosch (Nagasaki, Japón).

### Exposiciones
A pesar del amplio interés popular, Escher fue durante mucho tiempo un tanto descuidado en el mundo del arte; incluso en su Holanda natal, tenía 70 años antes de que se realizará una exposición retrospectiva. En el siglo XXI, se han celebrado importantes exposiciones en ciudades de todo el mundo. Una exposición de su trabajo en Río de Janeiro atrajo a más de 573,000 visitantes en 2011; su número de visitantes diarios de 9,677 lo convirtió en la exposición de museo más visitada del año, en cualquier parte del mundo. No se realizó ninguna gran exhibición del trabajo de Escher en Gran Bretaña hasta 2015, cuando la Galería Nacional de Arte Moderno de Escocia realizó una en Edimburgo de junio a septiembre de 2015, moviéndose en octubre de 2015 a Dulwich Picture Gallery, Londres. La exposición se trasladó a Italia en 2015-2016, atrayendo a más de 500,000 visitantes en Roma y Bolonia, y luego en Milán.

### En matemáticas y ciencia
Doris Schattschneider identifica 11 líneas de investigación matemática y científica anticipadas o directamente inspiradas por Escher. Esta es la clasificación de las teselas regulares que utilizan las relaciones de los bordes de las teselas: mosaicos de dos y dos motivos (simetría de contracambio o antisimetría); simetría de color (en cristalografía); metamorfosis o cambio topológico; cubriendo superficies con patrones simétricos; El algoritmo de Escher (para generar patrones usando cuadrados decorados); creando formas de mosaico; definiciones de regularidad locales y globales; simetría de un mosaico inducido por la simetría de un mosaico; orden no inducido por grupos de simetría; el relleno del vacío central en la litografía de Escher Print Gallery de H. Lenstra y B. de Smit.
El libro ganador del Premio Pulitzer en 1979 Gödel, Escher, Bach de Douglas Hofstadter discute las ideas de autorreferencia y bucles extraños, recurriendo a una amplia gama de fuentes artísticas y científicas, incluido el arte de Escher y la música de J.S. Bach.
El asteroide (4444) Escher fue nombrado en honor de Escher en 1985.

### Frases célebres
1. Solo aquellos que intentan lo absurdo logran lo imposible.
2. La belleza radica en la simetría y el equilibrio.
3. En el caos, la belleza encuentra su armonía.
4. Asombrarse es la esencia de la vida.

## Selección de sus trabajos
- Trees, tinta, (1920)
- St. Bavo's, Haarlem, tinta, (1920)
- Flor de Pascua (The Easter Flower), madera, libro de ilustraciones, (1921)
- Eight Heads, madera, (1922)
- Dolphins (Delfines en mar fosforescente), madera, (1923)
- Tower of Babel, madera, (1928)
- Landscape at Abruzzi, rayado, tinta y tiza, (1929)
- Street in Scanno, Abruzzi, litografía, (1930)
- Castrovalva, litografía, (1930 )
- The Bridge, litografía, (1930 )
- Palizzi, Calabria, madera, (1930 )
- Pentedattilo, Calabria, litografía, (1930 )
- Atrani, Costa de Amalfi, litografía, (1931)
- Ravello and the Coast of Amalfi, litografía, (1931 )
- Covered Alley in Atrani, Coast of Amalfi, madera grabada, (1931 )
- Naturaleza muerta con Espejo Esférico, litografía, (1934)
- Hand with Reflecting Sphere (Autorretrato en Esfera Reflectante), litografía, (1935)[5]
- Inside St. Peter's, madera grabada, (1935 )
- Portrait of G.A. Escher, litografía, (1935 )
- 'Hell' , litografía, (1935 ) (copiado de una pintura de Hieronymus Bosch)
- Regular Division of the Plane, series dibujos, (1936-1967 )
- Still Life and Street, madera, (1937)
- Metamorphosis I, madera, (1937 )
- Day and Night, madera, (1938)
- Cycle, litografía, (1938 )
- Sky and Water I, madera, (1938 )
- Metamorphosis II, madera, (1939-1940)
- Verbum (Earth, Sky and Water), litografía, (1942)
- Reptiles, litografía, (1943)
- Ant, litografía, (1943 )
- Encounter, litografía, (1944)
- Doric Columns, madera grabada, (1945)
- Three Spheres I, madera grabada, (1945 )
- Magic Mirror, litografía, (1946)
- Eye, litografía, (1946 )
- Three Spheres II, litografía, (1946 )
- Otro mundo, media tinta (Otro mundo, galería), media tinta, (1946 )
- Otro mundo II, grabado en madera, (1947)
- Crystal, mezzotinto, (1947 )
- Up and Down, litografía, (1947 )
- Manos dibujando, litografía, (1948)[5]
- Dewdrop, mezzotinto, (1948 )
- Stars, madera grabada, (1948 )
- Double Planetoid, madera grabada, (1949)
- Order and Chaos (Contrast), litografía, (1950)
- Rippled Surface, madera y linóleo cortado, (1950 )
- Wentelteefje o Curl-up, litografía, (1951)
- Casa de escaleras, litografía, (1951 )
- Casa de escaleras II, litografía, (1951 )
- Charco, madera, (1952)
- Gravitation, litografía y acuarela, (1952 )
- Cubic Space Division, litografía, (1952 )
- Relatividad, litografía, (1953)
- Tetrahedral Planetoid, madera, (1954)
- Compass Rose (Order and Chaos II), litografía, (1955)
- Convex and Concave, litografía, (1955 )
- Tres mundos, litografía, (1955 )
- Galería de litografías, litografía, (1956)[5]
- Belvedere, litografía, (1958)
- Sphere Spirals, madera, (1958 )
- Ascending and Descending, litografía, (1960)
- Waterfall (Cascada), litografía, (1961)
- Möbius Strip II (Red Ants) madera, (1963)
- Knot, pincel y cera, (1966)
- Metamorphosis III, madera, (1967-1968)
- Serpientes, madera, (1969)